# Open Source Applications Foundation
Die Open Source Applications Foundation (kurz OSAF) war eine gemeinnützige Organisation, die sich für eine größere Verbreitung von freier Software einsetzte. 
Die OSAF wurde von Mitchell Kapor gegründet und wird seit Februar 2002 als gemeinnützig eingestuft. Die fünf Millionen US-Dollar Anfangskapital stellten unter anderem die Mellon Foundation und die Common Solutions Group zur Verfügung.
Die Hauptaufgabe der OSAF ist die Entwicklung des freien Personal Information Managers Chandler.